# Le Réveil de Scorpia
 (mars 2024).
Si vous disposez d'ouvrages ou d'articles de référence ou si vous connaissez des sites web de qualité traitant du thème abordé ici, merci de compléter l'article en donnant les références utiles à sa vérifiabilité et en les liant à la section « Notes et références ».
 (mars 2024).
Le Réveil de Scorpia (titre original : Scorpia Rising)  est le neuvième roman de la série Alex Rider écrite par Anthony Horowitz. Il a été publié le 31 mars 2011 au Royaume-Uni puis le 1er juin 2011 en France.

## Résumé
Scorpia, cet organisme de l’ombre qui a fait tuer les parents d’Alex Rider décide de se venger de lui en frappant un grand coup . Le MI6 inquiété par une fusillade ayant lieu dans l'école d'Alex lui conseille des vacances au Caire. Pensant y trouver le calme Alex va se retrouver face à la plus périlleuses des épreuves pour espérer rester en vie.